# Christopher Morel
Christopher Rafael Morel (Santiago, República Dominicana, 24 de junio de 1999), más conocido como Christopher Morel, es un jugador profesional dominicano de béisbol que se desempeña en la posición de tercera base en Tampa Bay Rays, equipo de las Grandes Ligas de Béisbol (MLB).

## Carrera
Morel hizo su debut en la MLB con el equipo Chicago Cubs, en el cual jugó tres temporadas (2022-2024), después pasó a Tampa Bay Rays, donde lleva jugando una temporada.